# شیرعلی میرزا
سپهبد شیرعلی میرزا (تاجیکی: Шералӣ Мирзо؛ زادهٔ ۲۴ مهٔ ۱۹۶۷ ‏(۵۷ سال)) نظامی و سیاست‌مدار اهل تاجیکستان است. وی وزیر کنونی وزارت مدافعه جمهوری تاجیکستان می‌باشد که از ۲۰ نوامبر ۲۰۱۳ وی پس از شیرعلی خیرالله‌اف این منصب را در اختیار دارد.